# Mickey Neher
Mickey Neher (* 1966) ist ein deutscher Jazzschlagzeuger, -komponist und -sänger.

## Leben und Wirken
Als Dreizehnjähriger spielte Mickey Neher als Schlagzeuger mit einer eigenen Band. Mit 16 machte er erste Studioaufnahmen mit einer Rockband. Nach mehreren Jahren Musik mit Schwerpunkt auf Liveauftritten studierte er Jazz (Diplom) an der Folkwang Hochschule für Musik und Tanz in Essen.
Neher spielte in der Bluesband von Henrik Freischlader und wirkte an Studio- und CD-Produktionen sowie Liveauftritten unter anderem von Gene Conners, Roy Harrington, Sonja Kimmons, Chris Farlowe, Cynthia Utterbach, Albie Donnelly, Paul Kuhn, Pete York, Martin C. Herbeg, mit sowie bei WDR-Hörspielen (Diktator Weib, Munkie und die Ungeheuer).
Seit 1990 unterrichtet Neher Schlagzeuger an der Musikschule Hilden.
Der Schwerpunkt seiner musikalischen Aktivitäten liegt weiterhin auf der Livemusik, wobei er am Schlagzeug immer wieder als Sänger, zum Beispiel mit dem Spardosen-Terzett, das unter anderem August Zirner begleitet, und der eigenen Band Monkey Party auftritt, die er 1994 zusammen mit Christian Brockmeier und Dieter Stein gründete.
Seit 2007 ist er mit dem Wuppertaler Keyboarder Roman Babik zusammen: In dem Projekt RoMI spielen sie RnB, Hip Jazz, Lounge groove; 2008 gründen die beiden die Live-Band Club des Belugas, mit der sie weltweit unterwegs sind.
Zusammen mit Henrik Freischlader (g, voc), Tommy Schneller (sax, voc), Moritz Fuhrhop (org, p) und Olli Gee (b) gründete Neher 2008 eine weitere Band: 5LIVE. Erste CD/LP: „5 LIVE In The Kitchen“.

## Diskographie
- Welcome, Live-CD mit eigener Band Monkey Party, 1995
- Wake up, Live-CD mit eigener Band Monkey Party, 1996
- Volume Dry, Live-CD mit eigener Band Monkey Party, 1997
- Für immer 2000, mit Band Spardosen-Terzett und Wiglaf Droste als Sänger, 2000
- Watchtower, mit eigener Band Monkey Party, 2005
- Neues aus Vogelheim, mit Band Spardosen-Terzett, Label Roofmusic, 2006
- Seit Du da bist auf der Welt, mit Band Spardosen-Terzett, Kein & Aber Records 2008
- 5 LIVE in the kitchen, CD und LP Vinyl mit Band 5 Live (Moritz Fuhrhop, Henrik Freischlader, Tommy Schneller, Mickey Neher, Olli Gee). Eigenproduktion mit Leo Gehl, Deutschlandfunk 2008; Rezension in Rocktimes

- ROMI, mit Roman Babik, Woodhouse Records, 2013